# Phyllocladus costatus
Phyllocladus costatus es una especie de coleóptero de la familia Pyrochroidae.

## Distribución geográfica
Habita en Vietnam.